# Briefmarken-Jahrgang 1964 der Deutschen Post der DDR
Der Briefmarken-Jahrgang 1964 der Deutschen Post der Deutschen Demokratischen Republik umfasste 61 Sondermarken, vier Briefmarkenblocks mit 18 Sondermarken und eine Dauermarke. Insgesamt wurden 80 Motive ausgegeben. 16 Briefmarken wurden auch zusammenhängend gedruckt.
Eine Besonderheit dieses Jahrgangs sind die dreieckigen Ausgaben; diese sind einmalig unter den deutschen Briefmarken. Durch dieses Format konnte die übliche Anordnung von 10×10 oder 5×10 Marken pro Briefmarkenbogen nicht gewählt werden; es wurden jeweils fünf Marken in Kehrdruck-Anordnung gedruckt.
Der größte jemals in der DDR (und auch in der deutschen Postgeschichte) ausgegebene Briefmarkenblock hatte das Thema 15 Jahre DDR. Seine Abmessungen betrugen 21 × 28,5 cm, womit sie fast das Format eines DIN-A4-Papierbogens (21 × 29,7 cm) erreichten, und er war nicht gummiert. Die Marken hatten keine Zähnung (geschnitten); sie mussten deshalb zur postalischen Verwendung ausgeschnitten werden. Seine einzelnen Motive wurden auch in gummierten und gezähnten Schalterbogen ausgegeben (im Michel-Katalog unter dem Buchstaben A; die geschnittenen: B).
Seit 1955 wurden bei den meisten Sonderbriefmarkensätzen in der Regel ein Wert sowie fast alle Blocks und die ab 1962 erschienenen Kleinbogenausgaben in deutlich reduzierter Auflage gedruckt. Diese sogenannten Werte in geringer Auflage waren, abgesehen von einer in der Regel auf zwei Stück pro Postkunde begrenzten Abgabe am ersten Ausgabetag und am ersten Tag nach Ablauf der Abholfrist, nur mit einem Sammlerausweis an den Postschaltern oder über einen zu beantragenden Direktbezug bei der Versandstelle der Deutschen Post in Berlin erhältlich. In diesem Markenjahr betrug die Auflagenhöhe dieser Werte 1 200 000 Stück. Es wurden Block 21 mit 1,6 Mio., Block 22 mit 1,7 Mio. und der Kleinbogen mit 2 Mio. Stück in einer etwas erhöhten Auflage gedruckt.
Alle Briefmarken-Ausgaben seit diesem Jahrgang sowie die 2-Mark-Werte der Dauermarkenserie Präsident Wilhelm Pieck und die bereits seit 1961 erschienene Dauermarkenserie Staatsratsvorsitzender Walter Ulbricht waren ursprünglich unbegrenzt frankaturgültig. Mit der Wiedervereinigung verloren alle Marken nach dem 2. Oktober 1990 ihre Gültigkeit.
Es wurde ein Ergänzungswert der Walter-Ulbricht-Dauerserie ausgegeben.

## Besonderheiten
Sondermarken
Fortgesetzt wurde die 1963 begonnene und bis 1989 mit zumeist jeweils einem Wert laufende Serie „Internationale Mahn- und Gedenkstätten“. Die fast ausschließlich verwendeten Portostufen von 25 und, ab 1974, 35 Pfennigen dienten der Frankatur von Postkarten und einfachen Briefen im internationalen Verkehr, so dass mit den Ausgaben auch postalisch die antifaschistische Staatsdoktrin der DDR im Ausland demonstriert werden sollte.
Dauermarken
Die erschienene Dauermarke hatte einen Frankaturwert von 60 Pfennig, womit das Porto für einfache Ortsbriefe mit den Zusatzleistungen "Einschreiben" oder "Eilsendung" mit einer Briefmarke bezahlt werden konnte.

## Liste der Ausgaben und Motive
Legende
- Bild: Eine bearbeitete Abbildung der genannten Marke. Das Verhältnis der Größe der Briefmarken zueinander ist in diesem Artikel annähernd maßstabsgerecht dargestellt. Sollten keine Marken abgebildet sein, liegt es daran, dass das Urheberrecht des Künstlers noch nicht erloschen ist.
- Beschreibung: Eine Kurzbeschreibung des Motivs und/oder des Ausgabegrundes. Bei ausgegebenen Serien oder Blocks werden die zusammengehörigen Beschreibungen mit einer Markierung versehen eingerückt.
- Wert: Der Frankaturwert der einzelnen Marke in Pfennig. Ein „+“ bedeutet, dass es sich um eine Zuschlagsmarke handelt (= Frankaturwert + Spende).
- Ausgabedatum: Das Datum des erstmaligen Verkaufs dieser Briefmarke.
- Auflage: Soweit bekannt, wird hier die zum Verkauf angebotene Anzahl dieser Ausgabe angegeben.
- Entwurf: Soweit bekannt, wird hier angegeben, von wem der Entwurf dieser Marke stammt.
- Mi.-Nr.: Diese Briefmarke wird im Michel-Katalog unter der entsprechenden Nummer gelistet.

| Sondermarken | Sondermarken | Sondermarken | Sondermarken          | Sondermarken | Sondermarken                           | Sondermarken |
| Bild         | Beschreibung | Wert         | Ausgabe- datum (1964) | Auflage      | Entwurf                                | Mi.-Nr.      |
| ------------ | --- | ------------ | --------------------- | ------------ | -------------------------------------- | ------------ |
|              | Schmetterlinge - Admiral (Vanessa atalanta) | 10           | 15. Januar            | 27.000.000   | Harry Prieß                            | 1004         |
|              | - Hochalpen-Apollo (Parnassius phoebus) | 15           | 15. Januar            | 3.500.000    | Harry Prieß                            | 1005         |
|              | - Schwalbenschwanz (Papilio machaon) | 20           | 15. Januar            | 27.000.000   | Harry Prieß                            | 1006         |
|              | - Postillon (Colias croceus) | 25           | 15. Januar            | 3.500.000    | Harry Prieß                            | 1007         |
|              | - Großer Fuchs (Nymphalis polychloros) | 40           | 15. Januar            | 1.200.000    | Harry Prieß                            | 1008         |
|              | Berühmte Künstler - Quadriga auf dem Brandenburger Tor, Gottfried Schadow | 20           | 6. Februar            | 8.000.000    | Eva Böhme                              | 1009         |
|              | - Schlussstein am Zeughaus Berlin, Andreas Schlüter | 25           | 6. Februar            | 3.500.000    | Eva Böhme                              | 1010         |
|              | - William Shakespeare | 40           | 6. Februar            | 1.200.000    | Eva Böhme                              | 1011         |
|              | Leipziger Frühjahrsmesse Die folgenden zwei Marken wurden als Zusammendruck im Viererblock mit zwei Zierfeldern ausgegeben: - Messehalle 18 (Elektrotechnik)                                                                                | 10           | 26. Februar           | 6.000.000    | Dietrich Dorfstecher                   | 1012         |
|              | - Bräunigkes Hof, um 1700 | 20           | 26. Februar           | 6.000.000    | Dietrich Dorfstecher                   | 1013         |
|              | Erhaltung der Nationalen Mahn- und Gedenkstätten: Antifaschisten und KZ-Opfer - Anton Saefkow | 5+5          | 24. März              | 2.500.000    | Karl Sauer                             | 1014         |
|              | - Franz Jacob | 10+5         | 24. März              | 3.000.000    | Karl Sauer                             | 1015         |
|              | - Bernhard Bästlein | 15+5         | 24. März              | 3.000.000    | Karl Sauer                             | 1016         |
|              | - Harro Schulze-Boysen | 20+5         | 24. März              | 3.000.000    | Karl Sauer                             | 1017         |
|              | - Adam Kuckhoff | 25+10        | 24. März              | 2.500.000    | Karl Sauer                             | 1018         |
|              | - Mildred und Arvid Harnack | 40+10        | 24. März              | 1.200.000    | Karl Sauer                             | 1019         |
|              | 70. Geburtstag von Nikita Chruschtschow - Nikita Chruschtschow, Arbeiter | 25           | 15. April             | 3.000.000    | Karl Sauer                             | 1020         |
|              | - Nikita Chruschtschow mit den Kosmonauten W. Tereschkowa und J. Gagarin vor Erdkugel und Mond | 40           | 15. April             | 1.200.000    | Karl Sauer                             | 1021         |
|              | Deutschlandtreffen der Jugend, Berlin - Jugendliche vor Fahnen | 10           | 13. Mai               | 7.000.000    | Ekkehard Walter                        | 1022         |
|              | - Jugendliche Sportler | 20           | 13. Mai               | 7.000.000    | Ekkehard Walter                        | 1023         |
|              | - Musizierende Jugendliche vor dem Brandenburger Tor, Berlin | 25           | 13. Mai               | 1.200.000    | Ekkehard Walter                        | 1024         |
|              | Tag des Kindes: Figuren aus Kindersendungen des Deutschen Fernsehfunks - Flax und Krümel mit Struppi | 5            | 1. Juni               | 4.000.000    | Werner Klemke                          | 1025         |
|              | - Meister Nadelöhr | 10           | 1. Juni               | 6.000.000    | Werner Klemke                          | 1026         |
|              | - Pittiplatsch | 15           | 1. Juni               | 4.000.000    | Werner Klemke                          | 1027         |
|              | - Sandmännchen | 20           | 1. Juni               | 5.500.000    | Werner Klemke                          | 1028         |
|              | - Bummi und Schnatterinchen | 40           | 1. Juni               | 1.200.000    | Werner Klemke                          | 1029         |
|              | Frauenkongress der DDR - Frau mit Kind, Bild von Jenny Marx | 20           | 25. Juni              | 6.000.000    | Eva Böhme                              | 1030         |
|              | - Technikerinnen, Transistorschaltung | 25           | 25. Juni              | 1.200.000    | Eva Böhme                              | 1031         |
|              | - Viehzüchterinnen, Schweine vor Schweinemastanlage | 70           | 25. Juni              | 3.500.000    | Eva Böhme                              | 1032         |
|              | Olympische Sommerspiele Tokio (I) - Radrennen | 5            | 15. Juli              | 4.000.000    | Gerhard Stauf                          | 1033         |
|              | - Volleyball | 10           | 15. Juli              | 8.000.000    | Gerhard Stauf                          | 1034         |
|              | - Judo | 20           | 15. Juli              | 8.000.000    | Gerhard Stauf                          | 1035         |
|              | - Wasserspringen | 25           | 15. Juli              | 4.000.000    | Gerhard Stauf                          | 1036         |
|              | - Langstreckenlauf | 40+20        | 15. Juli              | 3.500.000    | Gerhard Stauf                          | 1037         |
|              | - Springreiten | 70           | 15. Juli              | 1.200.000    | Gerhard Stauf                          | 1038         |
|              | Olympische Sommerspiele Tokio (II) Die folgenden sechs Marken wurden als Zusammendruck in Sechserblockanordnung ausgegeben: - Kunstspringen                                                                                                 | 10           | 15. Juli              | 2.000.000    | Axel Bengs und Rudolf Skribelka        | 1039         |
|              | - Springreiten | 10+5         | 15. Juli              | 2.000.000    | Axel Bengs und Rudolf Skribelka        | 1040         |
|              | - Volleyball | 10           | 15. Juli              | 2.000.000    | Axel Bengs und Rudolf Skribelka        | 1041         |
|              | - Radrennen | 10           | 15. Juli              | 2.000.000    | Axel Bengs und Rudolf Skribelka        | 1042         |
|              | - Langstreckenlauf | 10+5         | 15. Juli              | 2.000.000    | Axel Bengs und Rudolf Skribelka        | 1043         |
|              | - Judo | 10           | 15. Juli              | 2.000.000    | Axel Bengs und Rudolf Skribelka        | 1044         |
|              | Pioniertreffen, Karl-Marx-Stadt - Junge Pioniere beim Lernen | 10+5         | 29. Juli              | 3.000.000    | Ingeborg Friebel                       | 1045         |
|              | - Junge Pioniere pflanzen einen Baum | 20+10        | 29. Juli              | 2.500.000    | Ingeborg Friebel                       | 1046         |
|              | - Junge Pioniere beim Ballspiel | 25+10        | 29. Juli              | 1.200.000    | Ingeborg Friebel                       | 1047         |
|              | Internationale Mahn- und Gedenkstätten - Denkmal in Leningrad (Sankt Petersburg) | 25           | 12. August            | 2.500.000    | Peterpaul Weiß                         | 1048         |
|              | Für den Weltfrieden - Frédéric Joliot-Curie | 20           | 1. September          | 22.000.000   | Gerhard Voigt                          | 1049         |
|              | - Bertha Freifrau von Suttner | 25           | 1. September          | 3.000.000    | Gerhard Voigt                          | 1050         |
|              | - Carl von Ossietzky | 50           | 1. September          | 1.200.000    | Gerhard Voigt                          | 1051         |
|              | Leipziger Herbstmesse Diese und die folgende Marke wurde auch als Zusammendruck mit einem dazwischenliegenden Zierfeld ausgegeben: - Mittelalterliche Glaswerkstatt, Pokal                                                                  | 10           | 3. September          | 11.000.000   | Axel Bengs                             | 1052         |
|              | - Neuzeitliche Armaturen aus Jenaer Glas | 15           | 3. September          | 8.250.000    | Axel Bengs                             | 1053         |
|              | 100. Jahrestag der Gründung der Ersten Internationalen Arbeiterassoziation (Internationale) - Stempelabdruck der Ersten Internationale | 20           | 16. September         | 4.000.000    | Peterpaul Weiß                         | 1054         |
|              | - Stempelabdruck der Ersten Internationale | 25           | 16. September         | 1.200.000    | Peterpaul Weiß                         | 1055         |
|              | Nationale Briefmarkenausstellung, Berlin - Briefmarke der DDR 1958, Mi.-Nr. 663 | 10+5         | 23. September         | 3.000.000    | Axel Bengs                             | 1056         |
|              | - Briefmarke der DDR 1950, Mi.-Nr. 278 | 20+10        | 23. September         | 3.000.000    | Axel Bengs                             | 1057         |
|              | - Briefmarke der DDR 1955, Mi.-Nr. 504 | 50           | 23. September         | 1.200.000    | Axel Bengs                             | 1058         |
|              | 15 Jahre DDR Diese und die folgenden vierzehn Marken wurden auch gemeinsam in einem geschnittenen und nicht gummierten Briefmarkenblock in einer Auflage von 1.200.000 Stück ausgegeben (Mi.-Nr. 1059 B–1073 B). - Schweißer, Schiff am Kai | 10           | 6. Oktober            | 4.000.000    | Klaus Hennig und Dietrich Dorfstecher  | 1059 A       |
|              | - Melkerin, Milchviehanlage | 10           | 6. Oktober            | 4.000.000    | Klaus Hennig und Dietrich Dorfstecher  | 1060 A       |
|              | - Studentin mit Mikroskop, Hörsaal | 10           | 6. Oktober            | 5.000.000    | Klaus Hennig und Dietrich Dorfstecher  | 1061 A       |
|              | - Hüttenwerker, VEB Stahl- und Walzwerk Brandenburg (Siemens-Martin-Verfahren) | 10           | 6. Oktober            | 4.000.000    | Klaus Hennig und Dietrich Dorfstecher  | 1062 A       |
|              | - Fahne vor Haus des Lehrers und Wohnblock am Alexanderplatz, Berlin | 10           | 6. Oktober            | 4.000.000    | Klaus Hennig und Dietrich Dorfstecher  | 1063 A       |
|              | - Chemiker, Chemieanlage | 10           | 6. Oktober            | 4.000.000    | Klaus Hennig und Dietrich Dorfstecher  | 1064 A       |
|              | - Ingenieur, Werkzeugmaschine | 10           | 6. Oktober            | 3.500.000    | Klaus Hennig und Dietrich Dorfstecher  | 1065 A       |
|              | - Angehöriger der Kampfgruppen, Industrieanlage | 10           | 6. Oktober            | 4.000.000    | Klaus Hennig und Dietrich Dorfstecher  | 1066 a       |
|              | - Messefiguren, Altes Rathaus, Leipzig | 10           | 6. Oktober            | 3.500.000    | Klaus Hennig und Dietrich Dorfstecher  | 1067 A       |
|              | - Vermessungsingenieur, Braunkohlentagebau | 10           | 6. Oktober            | 3.500.000    | Klaus Hennig und Dietrich Dorfstecher  | 1068 A       |
|              | - Winterurlauberin, verschneite Ortschaft | 10           | 6. Oktober            | 4.000.000    | Klaus Hennig und Dietrich Dorfstecher  | 1069 A       |
|              | - Wissenschaftler, Planetariumsprojektor von Carl Zeiss | 10           | 6. Oktober            | 4.000.000    | Klaus Hennig und Dietrich Dorfstecher  | 1070 A       |
|              | - Bildhauer, Dresdner Zwinger | 10           | 6. Oktober            | 3.500.000    | Klaus Hennig und Dietrich Dorfstecher  | 1071 A       |
|              | - Bauarbeiter, Wohnbauten | 10           | 6. Oktober            | 4.000.000    | Klaus Hennig und Dietrich Dorfstecher  | 1072 A       |
|              | - Textilarbeiterin, Webstuhl | 10           | 6. Oktober            | 4.000.000    | Klaus Hennig und Dietrich Dorfstecher  | 1073 A       |
|              | Volkstrachten (I) Die folgenden zwei Marken wurden als Zusammendruck ausgegeben: - Mönchgut (Rügen) | 5            | 25. November          | 1.200.000    | Ingeborg Friebel                       | 1074         |
|              | - Mönchgut (Rügen) | 5            | 25. November          | 1.200.000    | Ingeborg Friebel                       | 1075         |
|              | Die folgenden zwei Marken wurden als Zusammendruck ausgegeben: - Spreewald | 10           | 25. November          | 6.000.000    | Ingeborg Friebel                       | 1076         |
|              | - Spreewald | 10           | 25. November          | 6.000.000    | Ingeborg Friebel                       | 1077         |
|              | Die folgenden zwei Marken wurden als Zusammendruck ausgegeben: - Thüringen | 20           | 25. November          | 6.000.000    | Ingeborg Friebel                       | 1078         |
|              | - Thüringen | 20           | 25. November          | 6.000.000    | Ingeborg Friebel                       | 1079         |
|              | Internationales Jahr der ruhigen Sonne Die folgenden drei Marken wurden jeweils als einzelner Briefmarkenblock ausgegeben: - Teil der Erdkugel, Satellit                                                                                    | 25           | 29. Dezember          | 1.200.000    | Hans Georg Urbschat                    | 1081         |
|              | - Sonne mit Korona und Protuberanzen | 40           | 29. Dezember          | 1.600.000    | Hans Georg Urbschat                    | 1082         |
|              | - Satellitenbahnen vor Erdkugel mit Strahlungsgürtel | 70           | 29. Dezember          | 1.700.000    | Hans Georg Urbschat                    | 1083         |
| Dauermarken  | |              |                       |              |                                        |              |
| Bild         | Beschreibung | Wert         | Ausgabe- datum (1964) | Auflage      | Entwurf                                | Mi.-Nr.      |
|              | Dauermarkenserie: Staatsratsvorsitzender Walter Ulbricht (Briefmarkenserie), Kleinformat (III) | 60           | 9. Dezember           | 111.190.000  | VEB Deutsche Wertpapierdruckerei (DWD) | 1080         |

### Zusammendrucke

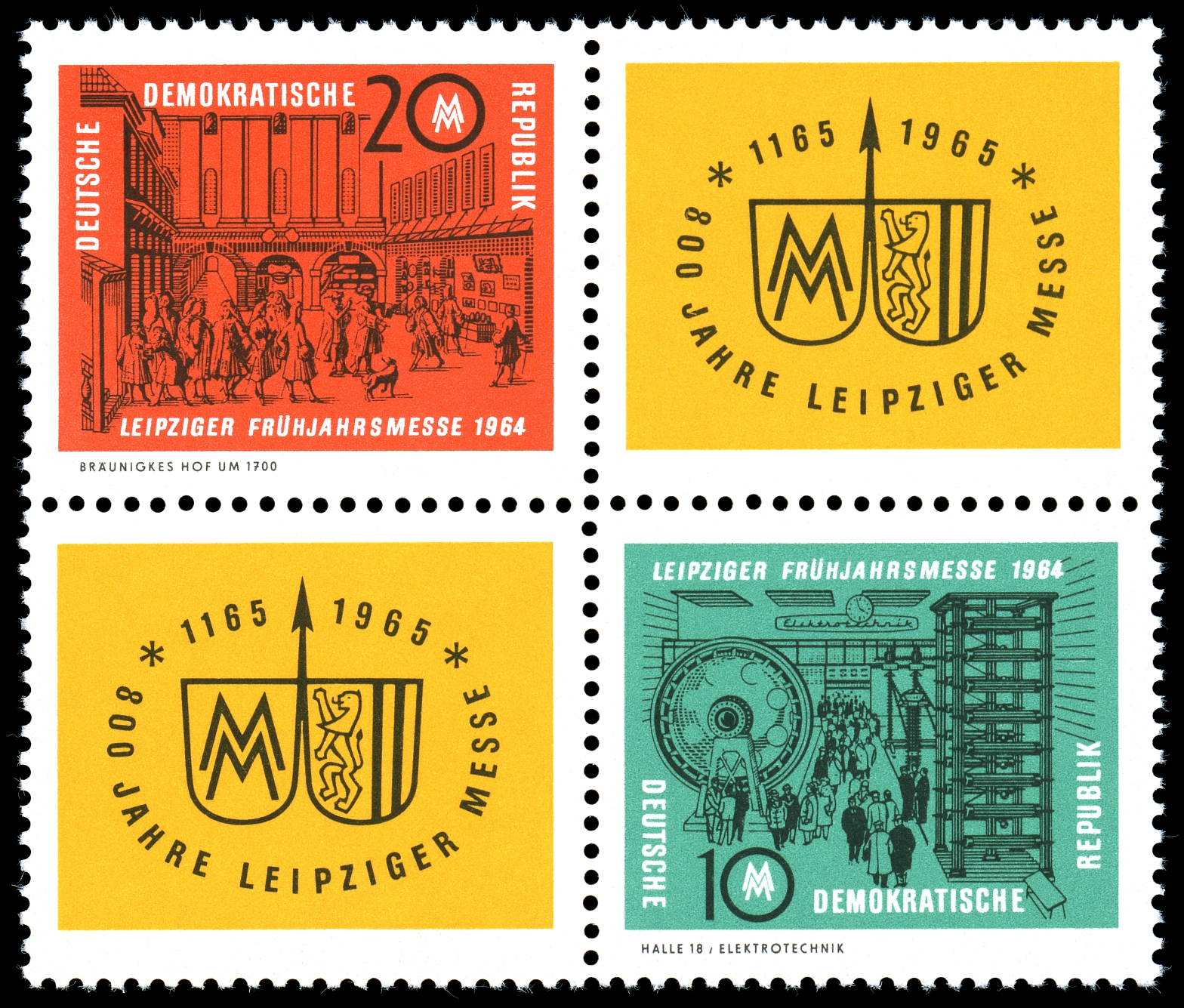
Leipziger Frühjahrsmesse